# Otto Soltau (Künstler)
Otto Soltau (* 27. März 1885 in Rendsburg; † 27. Mai 1915 in Jarosław, Polen) war ein deutscher Maler, der in Arnis aufgewachsen ist. Er war wie August Macke einer von vielen jungen Künstlern, die im Ersten Weltkrieg fielen.

## Leben

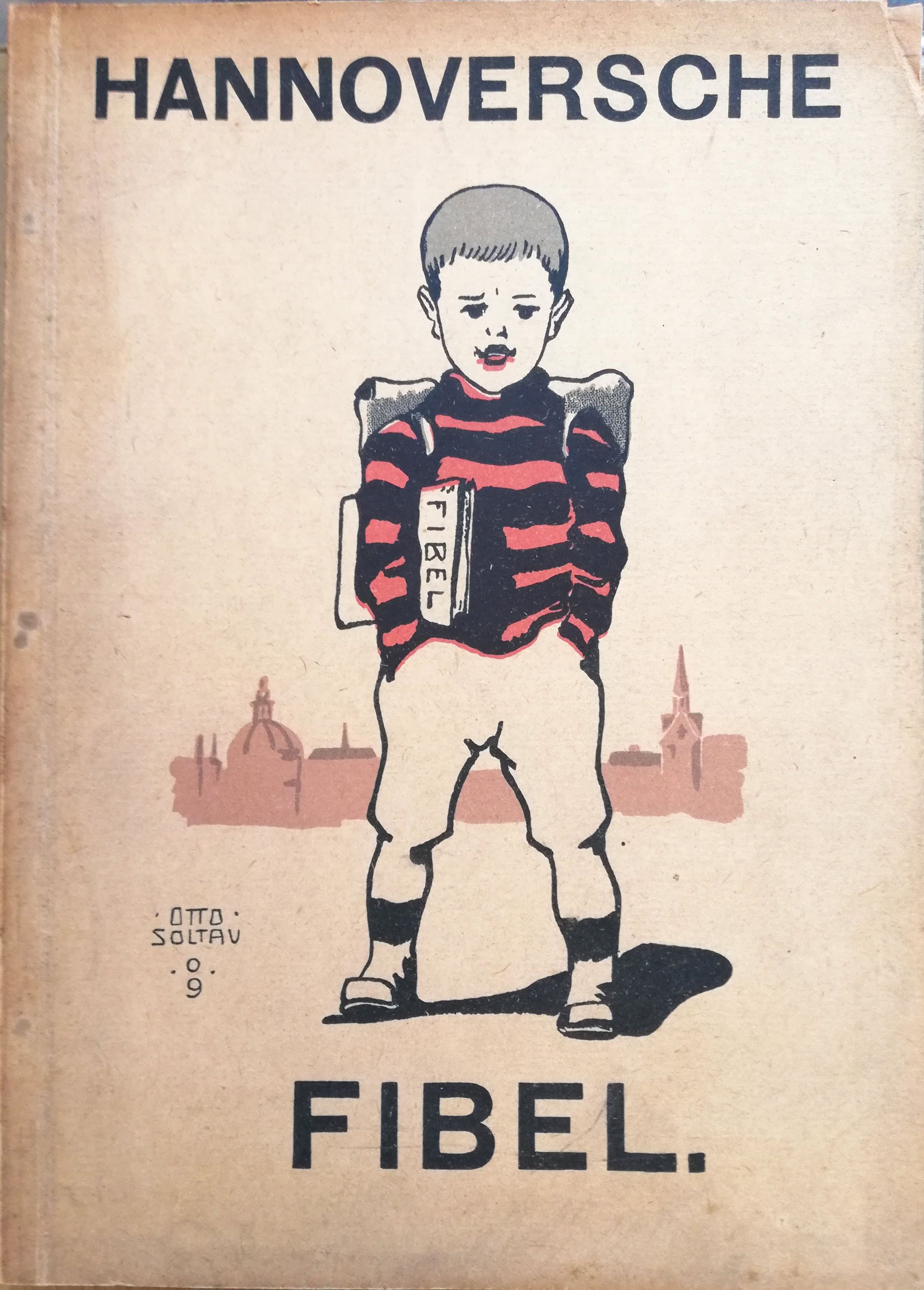
Hannoversche Fibel mit einem Schüler vor der Silhouette der Stadt Hannover, von Soltau signiert;
datiert „09“, posthum 1920 in 40ster Auflage, Hrsg.: Lehrerverein Hannover-Linden

Otto Soltau wuchs im früheren Fährhaus am heutigen „Neuen Damm“ in Arnis auf – das Haus gehörte dem Kapitän Wilhelm Luth, dem Schwager von Soltaus Eltern. Der damals vom Niedergang der Segelschifffahrt betroffene Flecken Arnis versuchte sich um 1900 als Erholungsort zu etablieren, was auch dazu führte, dass etliche Maler den kleinen Ort an der Schlei besuchten. Von einem dieser Maler, einem Landschaftsmaler aus Hamburg, ließ er sich für die Kunst begeistern und ging mit 15 Jahren für eine Lehre als Dekorationslehre nach Hannover. Mit einem Stipendium konnte er an der dortigen Kunstgewerbeschule später für ein Jahr studieren.
Otto Soltau meldete sich nach dem Ausbruch des Krieges freiwillig zum Militärdienst. Wie so viele andere sah er im Krieg eine elementare Kraft, die ihn anzog. An der Front musste er erleben, dass der Tod sich in der Realität nicht so erhaben darstellt, wie er sich dies in seinen Werken teilweise vorgestellt hatte, sondern schmutzig und „scheußlich“ sein kann. 1915 wurde er während eines Offizierlehrgangs an der Ostfront verwundet und starb kurz darauf.
Auf dem Arnisser Friedhof stehen heute noch die Familiensteine Soltau und Luth, nicht weit vom Eingang zur Schifferkirche. Otto Soltau ist als einer der Gefallenen im Ersten Weltkrieg auf einem Gedenkstein an der Kirche aufgeführt. Seit 2018 kann eine gesprochene Lebensgeschichte über einen QR-Code auf dem Friedhof per Handy angerufen werden.

## Werk

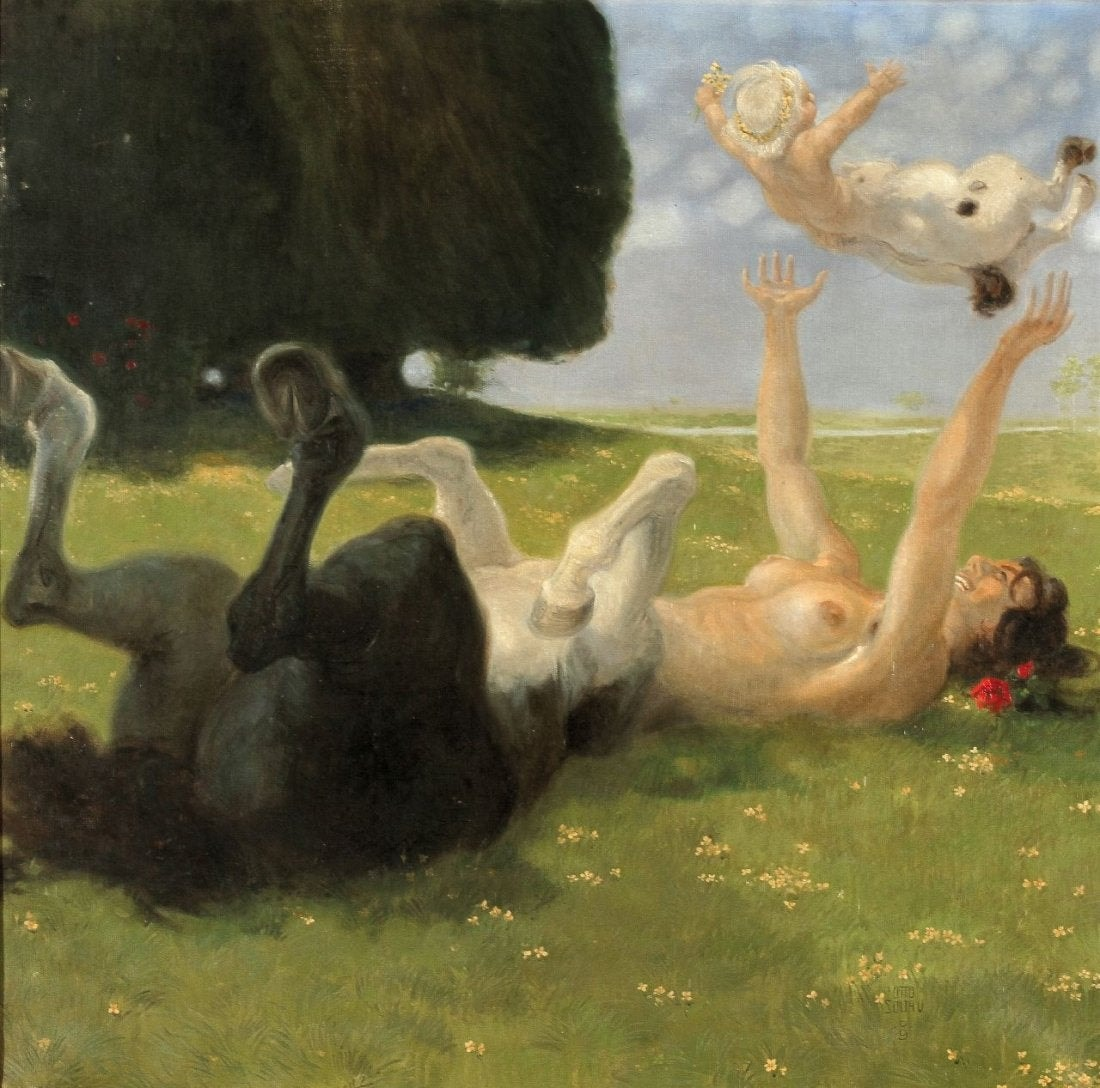
Die Kentaurin spielt mit ihrem Kind

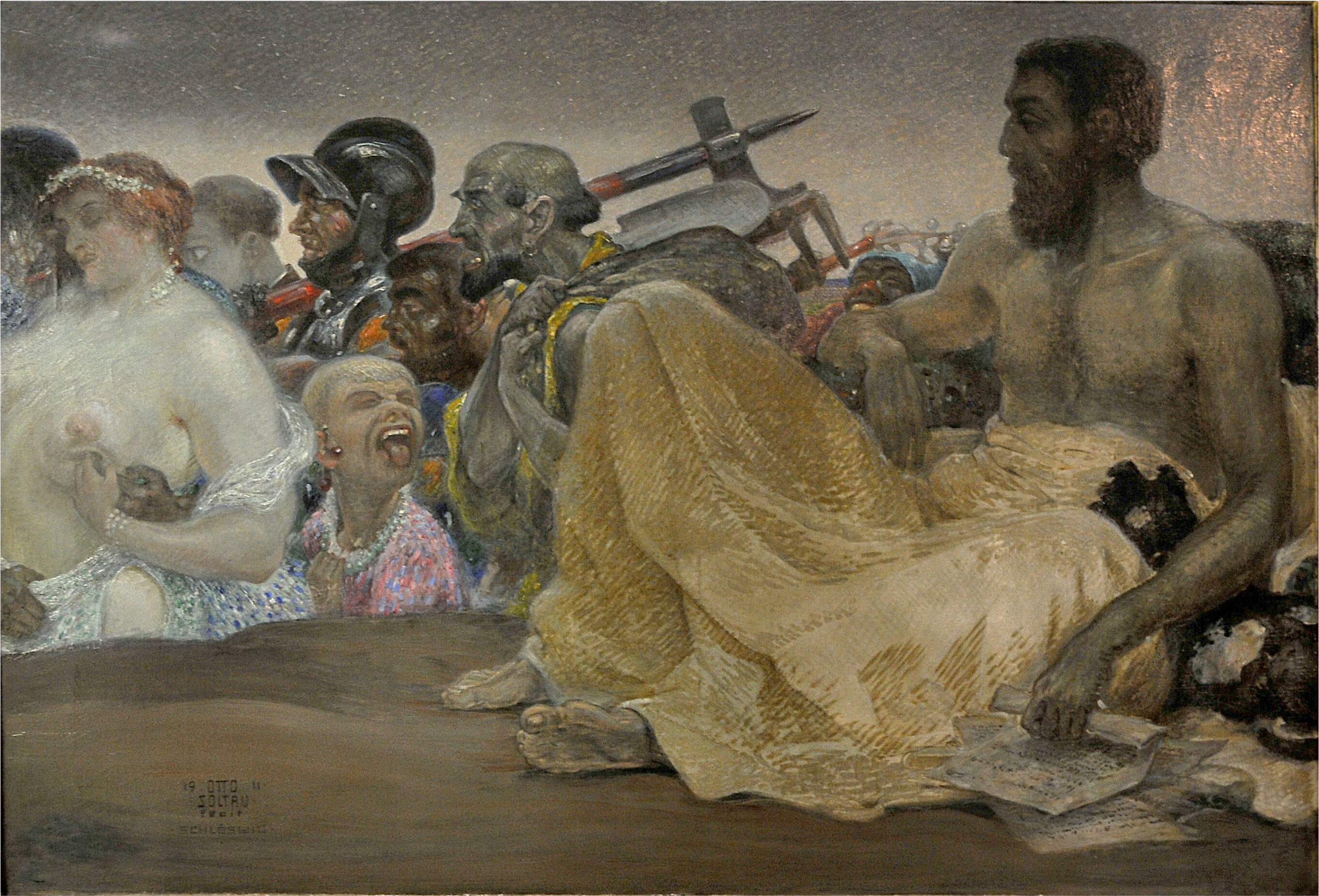
Der Philosoph

Soltau malte zu Beginn Porträts wie auch naturalistische Tierbilder. Daneben entstanden Karikaturen, die die damals verbreitete Militärverehrung des Bürgertums aufspiessten. Von 1909 bis 1912 lebte er in München und wandte sich in seiner Malerei symbolistischen Inhalten zu, die u. a. Themen der Antike und der Bibel aufgriffen. Es entstand das Gemälde Die Kentaurin spielt mit ihrem Kind und die Lithografie David (1910), die 1913 als Kalenderblatt verbreitet wurde. Nach seinem Umzug nach Berlin konzentrierte er sich auf die nordische Mythologie, die er schon aus den Erzählungen seiner Mutter in Arnis kennengelernt hatte. Ausschlaggebend für diese Umorientierung war vermutlich der Kontakt zu den völkisch gesinnten Karl Storck, einem Musikwissenschaftler, und der Schriftstellerin Lulu von Strauß und Torney.
Das bekannteste Werk, das Gemälde Der Philosoph, befindet sich heute auf Schloss Gottorf.

## Ausstellungen
- 2015: Verglühte Träume – Werke junger Künstler, Opfer des Ersten Weltkrieges, Museumsberg Flensburg